# Кашепаров, Анатолий Ефимович
Анато́лий Ефи́мович Кашепа́ров (бел. Анатоль Яфімавіч Кашапараў; род. 15 октября 1950, Минск, БССР, СССР) — солист ВИА «Песняры», Заслуженный артист Белорусской ССР (1979). Известен исполнением песни «Вологда» (1976 год).

## Биография
Отец — Ефим Филиппович. Мама работала корректором в издательстве «Беларусь».
Учился в музыкальном училище в Молодечно, окончил училище в 1965 году.
Анатолий дебютировал в 1967 году как вокалист группы «Синие гитары» Белорусского политехнического института (Минск), студентом которого был в то время. Выступления проходили в ресторане гостиницы «Интурист». Во время одного из выступлений был замечен В. Мулявиным и в 1971 году приглашён в состав ансамбля «Песняры», в котором выступал до 1989 года. Прославился исполнением песни «Вологда» в ВИА «Песняры». Также исполнил песни в мультфильме «Квака-задавака» (1975).
Окончил Белорусский политехнический институт, Московский институт культуры, а также ГИТИС (1989) по специальности «Эстрадная режиссура».
После ухода из «Песняров» недолго, приблизительно полгода перед отъездом в США (1991), выступал в составе группы «Поп-синдикат».
В 2006 году один из выпусков авторской программы Олега Нестерова «По волне моей памяти» (Канал «Время» — «Первый канал. Всемирная сеть») был посвящён Анатолию Кашепарову.
Выступает с сольными концертами,  а также пел под именем «Песняров» в паре с Леонидом Борткевичем.
Женат, имеет троих детей: двух дочерей и сына.

## Фильмография
1974 — «Ясь и Янина» — студент-стройотрядовец, участник ВИА «Песняры»
В байопике «За полчаса до весны» (2023) в роли Кашепарова - актер Георгий Петренко.